# Colin Low (baron Low de Dalston)
Pour les articles homonymes, voir Low et Colin Low.
Colin Mackenzie Low, baron Low de Dalston, (né le 23 septembre 1942) est un homme politique britannique, professeur de droit et membre de la Chambre des lords. 

## Biographie
Low est né à Édimbourg et est aveugle depuis l'âge de trois ans. Il fait ses études dans l'actuel New College Worcester, au Queen's College d'Oxford (BA) et à l'Université de Cambridge (diplôme en criminologie). 
Low est chargé de cours à la Faculté de droit de l'Université de Leeds de 1968 à 1984 et occupe un poste de recherche à la City University de Londres jusqu'en 2000. 
Il est vice-président du RNIB et ancien président. Il est également président de l'Union européenne des aveugles depuis 2003. Il est membre du conseil d'administration du Snowdon Trust, fondé par Antony Armstrong-Jones, 1er comte de Snowdon, qui offre des subventions et des bourses aux étudiants handicapés. 
Low est le président sortant du Conseil international pour l'éducation des personnes ayant une déficience visuelle. 
Low est nommé Commandeur de l'Ordre de l'Empire britannique (CBE) dans les honneurs du Nouvel An 2000 pour ses services au RNIB et les droits des personnes handicapées. Le 13 juin 2006, il est créé pair à vie avec le titre de baron Low de Dalston, de Dalston dans le quartier londonien de Hackney et il siège comme crossbencher. 
En 2014, il reçoit le Liberty Human Rights 'Campaign of the Year Award' «pour avoir mené la campagne pour assurer la protection de la loi sur les droits de l'homme s'appliquerait à tous les soins en établissement fournis ou organisés par les autorités locales. Sa victoire a forcé le gouvernement à accepter l'importance de garantir la protection des droits de l'homme en démontrant à quel point ces droits sont pertinents pour tous. " Le prix est remis à Lord Low lors de la cérémonie annuelle de remise des prix des droits de l'homme au Queen Elizabeth Hall, à Londres, le 1er décembre 2014. 